# Пероз

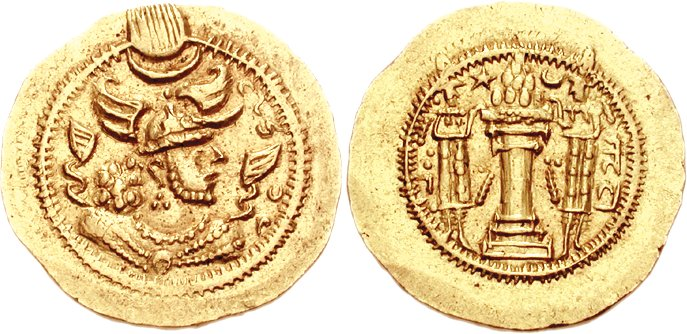
Монета, отчеканенная в царствование Пероза I

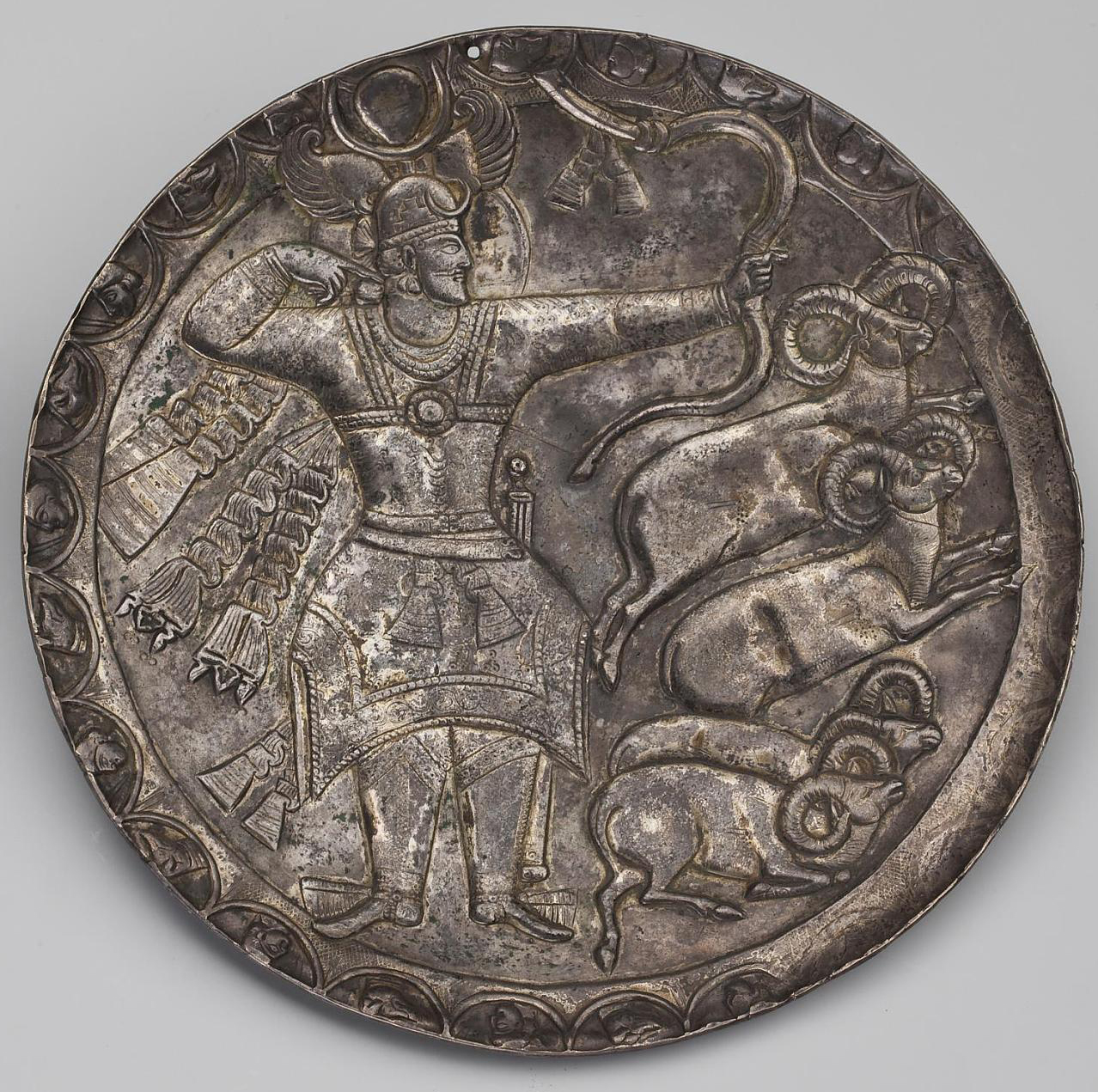
Блюдо Пероза I, охотящегося на баранов

Сасанидская империя в середине V века

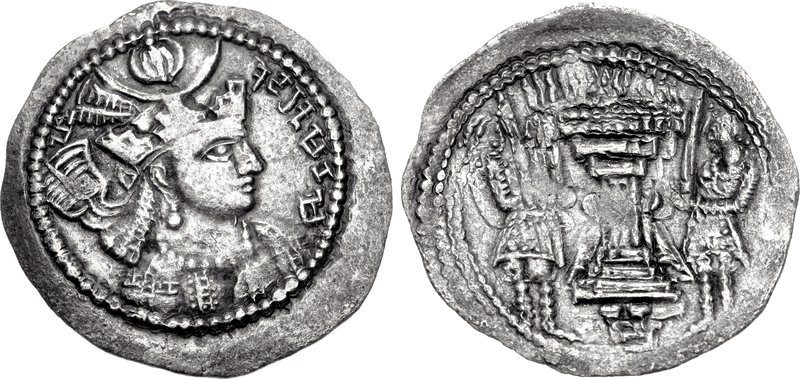
Монета V века кидаритского правителя

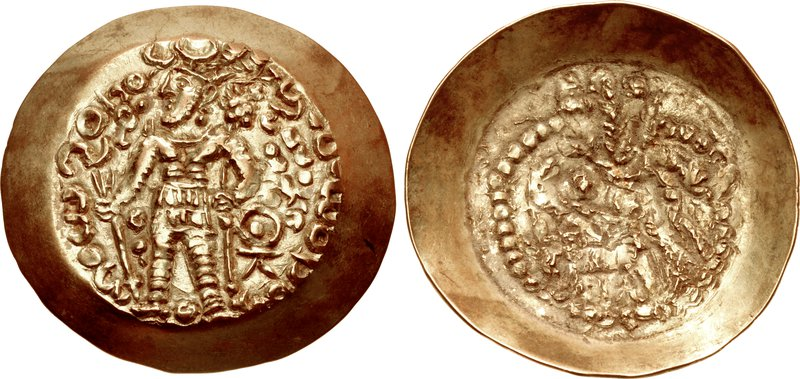
Золотая монета Пероза I отчеканена в Балхе в 466 году, вскоре после того, как он положил конец кидаритскому правлению в Тохаристане. Он изображён на аверсе со своей второй короной.

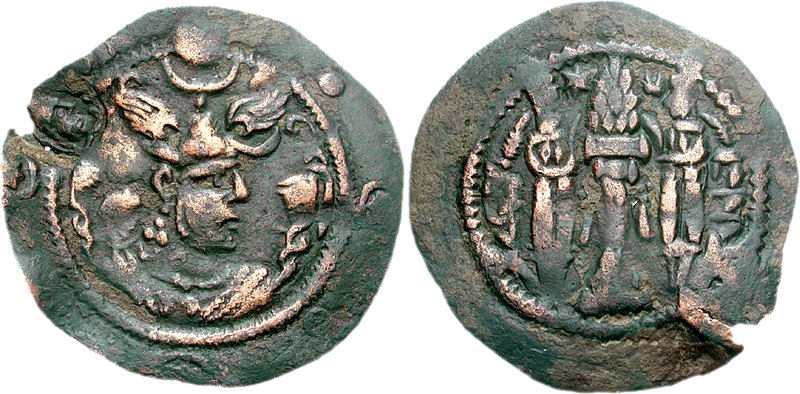
Монета, отчеканенная эфталитским правителем, с лицевой стороной, которая имитирует чеканку Пероза I, носящего его третью корону

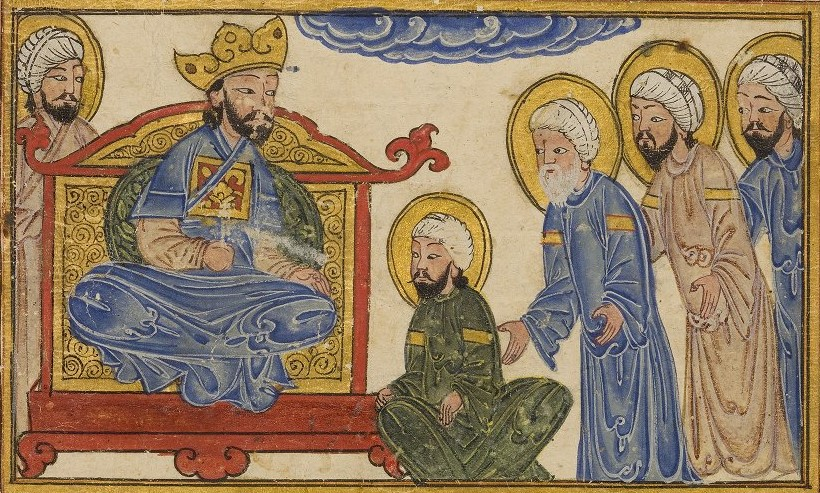
Иллюстрация XIV века Пероза I, восседающего на троне

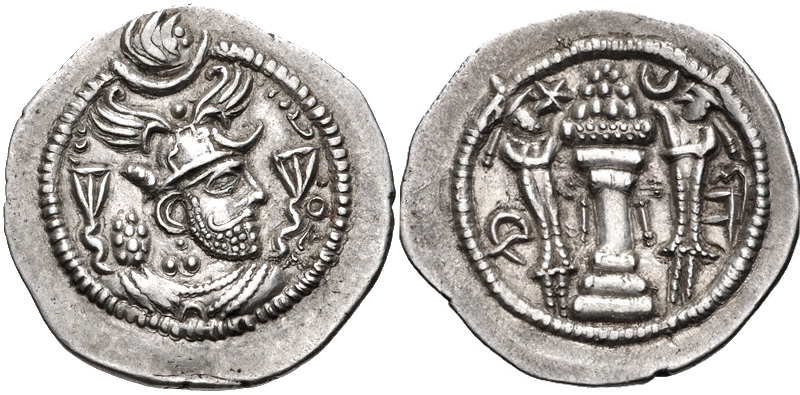
Серебряная монета Пероза I, монетный двор Дарабгерда

Перо́з (Фируз) I (пехл. 𐭯𐭩𐭫𐭥𐭰) — шахиншах «царь царей» Ирана, правил в 461/462 — 484 годах. Из династии Сасанидов. Сын Йездигерда II и Денак.

## Имя
«Пероз» — среднеперсидское имя, означающее «Победоносный». На парфянском языке оно зафиксировано как Pērōž, в новоперсидской форме — Pīrūz (арабизированный вариант: Fīrūz). Греческая транслитерация — Perozes (Περόζης). В грузинских источниках имя встречается в двух формах: через среднеиранское (Перож/Пероз) и новоперсидское (Пируз) произношение. Армянская версия — Peroz (Պերոզ). Это имя использовалось в династии Сасанидов ещё в III веке, например, кушано-сасанидским правителем Перозом I Кушаншахом.

## Борьба за престол и первые годы правления
После смерти Йездигерда II началась борьба между его двумя сыновьями, избранными на царство, — Ормиздом III и его братом Перозом. Пероз, стремясь к власти, совершает поступок, чреватый грозными последствиями для Сасанидской державы, — он обращается за помощью к эфталитам. Эфталиты, желая иметь на иранском престоле своего ставленника, поддержали Пероза. Кроме того, его, по-видимому, поддержали и могущественные роды, которым была выгодна междоусобная вражда братьев. Ормизд был побеждён и, по-видимому, убит.
Когда Пероз занял трон Ирана, он, видимо, был ещё очень юн. Ат-Табари утверждает, что во время междоусобицы между братьями, страной управляла их мать Денак; не совсем ясно оставалась ли она правительницей и в первые годы правления Пероза. Между тем обстановка в стране и на её границах была очень сложной. Семь лет подряд страну постигала сильнейшая засуха, следствием чего были голод и всеобщее разорение населения. Однако, кто бы ни управлял страной от имени юного царя, делалось это разумно. Правительство сумело организовать ряд контрмер — сняло с населения некоторые налоги, открыло правительственные амбары, заставило крупных землевладельцев делиться своими запасами с населением. Так как многие города за годы бедствия пришли в запустение, покинутые жителями, по прошествии голода была начата программа восстановления старых и строительства трёх новых городов. Денег катастрофически не хватало, приходилось то и дело просить взаймы у западного соседа — императора Византии.

## Преследование христиан
В правление Пероза отношения между Сасанидской державой и христианскими общинами были весьма сложными. Правление Пероза началось с гонений на церковь. Армянский историк Себеос, например, писал: «В правление персидского царя Пероза прекратились всякое благоустройство, порядок и (терпимость) к христианскому учению, и такие притеснения, опасности, гонения и ненависть постигли вельмож наших, что они (решились) сбросить с себя иго рабства». Согласно церковным историям, гнев царя вызвал католикос Бабой, который когда-то был зороастрийцем. Узнав об этом, Пероз запретил ему назначать церковных иерархов. Бабой ослушался и был брошен в тюрьму. Многие сокровища церкви были отобраны, христиан принуждали к переходу в зороастризм. Заметим, что[стиль] и в данном случае преследования христиан происходили во время конфликта с Восточной Римской империей и прекратились после заключения мирного договора между Перозом и императором Львом I. Бабой был выпущен из темницы.
Иных сведений о гонениях на христиан мало. Ранний несторианский историк церкви Бэрхадбшабба Арвастанский (жил на рубеже VI и VII веков) рассказывает, не называя даты, что Пероз приказал преследовать христиан, узнав о нравах борборитов ‒ членов гностической секты, известной ещё со слов Августина Блаженного и Феодорита. В источниках борборитам приписывается крайняя аморальность; тот же Бэрхадбшабба утверждает, что они сожительствовали с матерями и даже поедали собственных детей. Едва ли их можно было сближать с христианами, однако рассказ Бэрхадбшаббы при всей его неправдоподобности восходит, кажется, к реальным фактам. Феодор Бэр Кони повествует, что Пероз издал указ против идолов и их служителей, направленный на то, чтобы зороастризм остался единственной религией державы. «Служители идолов», как и борбориты, вряд ли считались союзниками внешних врагов. Следовательно, меры против них объясняются причинами доктринального характера и, вероятно, относятся к годам засухи, когда царь и его окружение проявляли особое религиозное рвение. Определить масштаб репрессий сложно, так как Бэрхадбшабба практически не сообщает никаких подробностей, а параллельных известий в источниках нет. Напротив, по источникам мы видим[стиль] скорее покровительство Пероза деятелям церкви, которые служили царю и пользовались его доверием. Евагрий Схоластик и Прокопий Кесарийский считали, что, в отличие от отца и деда, Пероз христиан не притеснял, скорее даже наоборот, оказывал доверие. К таковым христианам относился прежде всего епископ Нисибина Бэр Сэума. По сведениям Мари Ибн Сулаймана, Пероз потребовал от Бабоя найти ему человека, который будет извещать его о делах ромеев. Бабой назвал Бэр Сэуму. В дальнейшем тот пользовался покровительством Пероза, о чём прямо говорится в «Арбельской хронике». Это немало повлияло на историю христиан Сасанидской державы. В V веке в связи с диспутами об основах церковной догматики на Западе в сасанидских владениях стали распространяться учения несториан и монофизитов. Противоборство между ними было перенесено и на Восток. Бэр Сэума был сторонником несторианского учения. Согласно Мари Ибн Сулайману, он, вместе с будущим католикосом Акакием, учился в известной «школе персов» в Эдессе, где культивировались несторианские воззрения. Согласно монофизитским авторам, Бэр Сэума убедил Пероза в том, что, если учение Нестория, отвергнутое на Западе, будет принято на Востоке, христиане Сасанидской державы поддержат царя против Византии. Вслед за этим Бэр Сэума получил войско и с ним совершил поход в район Тикрита и Адиабены, преследуя христиан (читай: монофизитов). Несторианин Мари Ибн Сулайман в общем подтверждает это известие, не упоминая, правда, о Бэр Сэуме; по его словам, Пероз преследовал монофизитов и казнил многих из них в Тикрите. Безусловно[стиль], авторы-монофизиты крайне негативно относились к Бэр Сэуме и могли умножить обвинения в его адрес. Но примечательно, что[стиль] удар Пероза обрушился именно на монофизитов, а не на христиан вообще. Возможно, Пероз действительно помог Бэр Сэуме в борьбе против монофизитов в обмен на верность и поддержку. Видно, что[стиль], воспользовавшись догматическими распрями среди христиан, под которыми скрывалось недовольство населения восточных областей Византийской империи центральным правительством, Пероз поддерживал несториан в их борьбе с ортодоксальной церковью. С тех пор несторианство стало ведущим толком христиан Ирана и Средней Азии.
Так, шах поручил епископу Нисибина Бар Сауме надзор за пограничными войсками и участие в комиссии по демаркации ирано-византийской границы. Вряд ли такое было бы возможным, если бы шах испытывал ко всем христианам чувство вражды.
В самом конце своего правления Пероз вновь начал преследования христиан. Причина в источниках не называется. Согласно Илие Нисибисскому и автору «Сииртской хроники», репрессии и казнь католикоса Бабоя последовали на двадцать шестом году правления Пероза (то есть в 482/483 году). В 481 году против Сасанидов выступили царь Ивирии Вахтанг Горгасал и армянская знать во главе с Ваханом Мамиконяном, а в следующем году сасанидское войско было разбито в Армении. Возможно, Пероз увидел в христианах Сасанидской державы союзников своих врагов. Были казнены около трёхсот человек ‒ прежде всего те, кто отказывался перейти в зороастризм, ‒ разрушены многие монастыри. Бабой написал императору Зенону ‒ видимо, надеясь, что его заступничество заставит Пероза прекратить репрессии. Но письмо попало в руки Бэр Сэумы, который переслал его Перозу, и было зачитано перед царём. Пероз, видимо, заключил, что Бабой ‒ его враг и друг ромеев. По приказу царя Бабой был казнён, а преследования не останавливались до гибели Пероза.

## Гонения на евреев
Правление Пероза ознаменовалось новыми преследованиями иудеев. Хамза ал-Исфахани, воспроизводя, видимо, ту версию событий, которой придерживались сасанидские сановники, сообщает, что иудеи убили двух хирбедов, чтобы использовать их
кожу в ремесле. В ответ Пероз перебил половину иудеев Исфахана, а детей их обратил в зороастризм в святилище Сроша. В свою очередь, Рав Шрира приводит несколько известий, которые судя по их расхождениям, восходят к разным источникам. По его словам, в месяце тевет 781 года селевкидской эры, то есть декабре 469 или январе 470 года, были казнены «глава рассеяния» Мар Хуна и некоторые учёные. В том же году религиозные училища иудеев в Вавилонии были закрыты, а детей отдали на воспитание зороастрийским священнослужителям. Строго говоря, нельзя утверждать, что[стиль] речь идёт об одних и тех же событиях. Хамза описывает события в Исфахане, тогда как Рав Шрира повествует в основном о «главах рассеяния» и религиозных училищах Ирака. Признавая это, мы должны, однако, указать, что[стиль] в обоих случаях речь идёт о масштабных инцидентах. Никогда прежде Сасаниды не казнили «главу рассеяния». Поскольку более подробных данных источники не сообщают, мы можем судить[стиль] о репрессиях против иудеев лишь по аналогии с другими преследованиями представителей не-зороастрийских общин. Если использовать этот метод, можно заключить, что[стиль] в какой-то момент Пероз пришёл к выводу, что «глава рассеяния» и предводители иудейской общины Исфахана враждебны Сасанидской державе, что и вызвало гонения.

## Война с северными и восточными кочевниками
Между тем шла тяжёлая война с кочевниками, орды которых чуть ли не каждый год совершали нападения на восточные и северные пределы державы Сасанидов. На восточном побережье Каспия продолжалась война с кидаритами. В 468 году повзрослевший Пероз окончательно решил «кидаритский вопрос» — осадил и взял их столицу (ныне — Ер-Курган в Каршинском оазисе Узбекистана). Остатки кидаритов были покорены эфталитами, которые с этого времени стали иметь общую границу с Ираном. Это был ещё более грозный и опасный враг. В середине V века держава эфталитов находилась в зените своего могущества — их владения простирались от Хотана до Амударьи, включая в себя всю Среднюю Азию.
Война с кочевниками была очень трудной. Подробности её почти неизвестны. Согласно одной из легенд, Пероз на 11 году правления во главе сильной армии выступил против царя эфталитов Ахшунвара. Избегая открытого сражения, тот постарался заманить персов в ловушку — армия эфталитов стала отступать по длинной горной дороге, которая заканчивалась тупиком. Когда же персы углубились в горы, эфталиты неожиданно напали на них с фронта и тыла. Прокопий Кесарийский рассказывает, что правитель эфталитов готов был пощадить шахиншаха и его войско, если они признают его главенство и склонятся перед ним:

«Царь эфталитов, послав к Перозу некоторых из своих людей, тяжко порицал его за неразумную храбрость, которая чуть бессмысленно не погубила его самого и весь персидский народ, но при этом заявил, что гунны пощадят их всех, если Пероз соизволит упасть перед ним ниц как перед своим владыкой и поклясться ему по древним отеческим обычаям, что никогда больше персы не пойдут войной на племя эфталитов. Услышав это, Пероз стал совещаться с сопровождавшими его магами, спросив их, следует ли ему выполнить то, что требуют враги. Маги ответили ему, что в отношении клятв пусть он поступает, как ему угодно, что же касается второго требования, пусть он искусно обманет врага. Ибо есть у персов обычай каждый день приветствовать восход солнца земным поклоном. Поэтому для встречи с царём эфталитов нужно точно уловить момент начала дня и, повернувшись к восходящему солнцу, упасть ниц. Таким образом он может избежать грядущего позора от такого поступка. Пероз дал клятвы относительно мира, приветствовал врага согласно наставлению магов и, сохранив в целости мидийское войско, довольный, возвратился домой».
Чтобы избежать полного разгрома, Пероз согласился на предложенные Ахшунваром тяжёлые условия мира: отдал город Талакан в Бактрии и пошёл на другие территориальные уступки. Кроме того, в качестве выкупа, по сообщению Иешу Стилита, шах должен был отдать 30 мулов, навьюченных деньгами (видимо, золотыми, ибо набрать тридцать вьюков серебра для царя не представляло бы особой трудности). Собрать сразу такую огромную сумму Пероз не смог. Он отдал 20 мешков, а в счёт остальных 10 отправил к эфталитам заложником своего сына Кавада. Возвратившись, шах обложил подушной податью всё государство и с немалым трудом через два года выкупил сына.
Сирийский историк Иешу Стилит сообщает ещё об одном неудачном походе Пероза, после которого шаха якобы выручил восточноримский император Зенон, дав персам золото для уплаты нового выкупа.
Пероз налаживал отношения с Китаем, направляя туда ценные подарки (например, однажды он послал туда дрессированного слона).

## Восстания в Армении, Иберии и Албании
В Закавказье Пероз продолжал политику Йездигерда II, вводя в административный аппарат всё большее и большее число персов, привлекая на свою сторону часть местных феодалов, а непокорных лишая земель и богатств. Попытку отложиться от Сасанидов предпринял царь Кавказской Албании Ваче II. Из истории Егише следует, что он был потомком династического брака, наследником албанских царей по отцовской линии и Сасанидов по материнской, племянником сыновей Йездигерда II ‒ Ормизда и Пероза. Мы знаем также, что первоначально он был христианином, но под давлением Йездигерда перешёл в зороастризм. Согласно источникам, Ваче был движим религиозными мотивами;
других, по крайней мере, не просматривается. Хронология этого выступления противоречива. Егише утверждает, что Ваче выступил, воспользовавшись междоусобицей Ормизда и Пероза, последовавшей за смертью Йездигерда II. Овладев проходом
Чора, Ваче впустил в Албанию войска гуннов и некоторых правителей Дагестана. Но Пероз обильными подношениями привлёк гуннов на свою сторону. В борьбе с ними Ваче потерпел поражение. Он сдался Перозу и уехал в пожалованное ему имение. После этого в течение всего правления Пероза в Кавказской Албании не было своего царя, он упразднил царскую власть и поставил там наместника — марзпана.
Вступив на престол, Пероз, как и его предшественники, потребовал от Византии денег. Это вызвало конфликт, хотя и небольшой по размаху. Византийские историки не упоминают о нём совершенно, и лишь Михаил Сирийский сообщает, что в начале правления Льва I и Пероза произошла война. По аналогии с более ранними случаями можно предположить, что отказ Льва от выплат на защиту кавказских перевалов от кочевников, повлёк за собой вооружённое противостояние. Судя по всему, Пероз смог добиться выплат, которые официально считались возмещением расходов на борьбу с гуннами. По сообщению Иисуса Столпника, «… царь персов Пероз много раз получал от ромеев золото по причине войн, бывших у него с хионитами, которые суть гунны. Происходило это не по требованию об уплате дани, но [потому], что он представлял им дело так, что ведёт войны вместо них (ромеев), чтобы они (гунны) не пришли в их страну».
Отсутствием Пероза на востоке и его неудачами в борьбе с эфталитами воспользовались народы Закавказья. В 481—484 годах в Иберии, Армении и Албании разгорелось крупное восстание, в котором, по-видимому, народные массы поддержали знать. Инициатором и одним из главных руководителей восстания был иберийский царь Вахтанг Горгасали. Повстанцы привлекли к борьбе против Сасанидов и гунские племена Предкавказья. Примерно в это же время варварские племена, входившие некогда в гуннский племенной союз, — сарагуры и акациры — вторглись через Кавказские перевалы в Закавказье. Пероз обратился к византийскому императору за денежной субсидией, которую раньше, согласно мирным договорам, Византия уплачивала Ирану за защиту кавказских перевалов от кочевников. Византия отказала в уплате этих субсидий, и быть может сарагуры вторглись на иранские территории не без ведома византийского императора.
Восставшие сначала достигли крупных успехов. Они истребили ставленников Сасанидов в Иберии, захватили столицу марзпана Армении — город Двин — и в нескольких сражениях победили сасанидские войска. В 482 году в крепости Двин восставшие армяне объявили Саака Багратуни танутэром, а Вахана Мамиконяна — спарапетом Армении. Однако даже ослабленная Сасанидская держава оказалась слишком сильной для восставших. В решительном сражении повстанцы потерпели поражение, многие из их вождей, в том числе Саак Багратуни, были убиты. Однако, восстание продолжалось ещё несколько лет, затихнув лишь при Балаше. Таким образом, власть Сасанидов в Закавказье была восстановлена. Однако слабость Сасанидов сказалась в том, что после восстания иранское правительство стало больше считаться со знатью Закавказья, восстановило ряд её привилегий, стало назначать марзпанов из её среды, а не персидской чиновной верхушки.

## Последний поход Пероза
Византийский писатель Приск Панийский рассказывает историю, будто Пероз нанёс царю эфталитов (Приск называет их гуннами-кидаритами) оскорбление — пообещал выдать за него замуж свою сестру, но отослал вместо неё другую женщину. Когда же та, спустя некоторое время, призналась в подмене, царь Кунха похвалил её за смелость и правду, оставил своей женой, а Перозу решил отомстить. Он потребовал от Пероза предоставить ему персидских военачальников, якобы для управления его армией в войне с другими народами, а когда к нему прибыло 300 знатнейших персов, он приказал одних казнить, других изуродовал и отослал обратно к Перозу.
Вследствие этого в 483 году война возобновилась. Согласно преданию, чтобы не нарушать данной эфталитам клятвы не переступать обозначенного рубежа, он, выступая из Гургана, приказал снять пограничный камень (в некоторых вариантах — целую пограничную башню, сооружённую при Бахраме V) и тащить его перед собой запряжёнными слонами. Армянский хронист Лазарь Парпеци писал, что персидские солдаты боялись эфталитов, которыми не раз бывали биты. Кроме того, перейдя границу, шах нарушил договор, то есть совершил тяжёлый по меркам зороастризма грех, — это тоже не лучшим образом отражалось на настроениях армии: «Собрав всех ариев и анариев (то есть иранцев и неиранцев), он выступил в поход. Но войско его шло скорее подобно преступникам на казнь, чем как воители в битву».
Эфталиты совершенно справедливо восприняли нашествие Пероза как преступление и горели желанием разбить врага. Их царь привязал к древку знамени мешочек с солью, над которой в своё время принёс клятву шаханшах. Прокопий пишет, что эфталиты применили военную хитрость — выкопали перед своим войском глубокий и широкий ров и замаскировали его. При приближении персов эфталиты начали притворно отступать, заманивая врага на ров. Ринувшаяся в атаку персидская конница, во главе с царём, попала туда и была уничтожена. Сам Пероз погиб вместе со многими своими сыновьями, их тела так и не нашли.
Слова Прокопия подтверждает Агафий Миринейский:

«…Пероз, муж безрассудно смелый и воинственный и к тому же тогда исполненный горделивыми мыслями. Суждениями осмотрительными и осторожными он отнюдь не обладал, но больше было в нём заносчивости, чем благоразумия. Он погиб в походе против эфталитов не столько, полагаю, вследствие силы врагов, сколько вследствие собственного безрассудства. Когда ему подобало осторожно продвигаться по неприятельской стране, предвидя скрытые засады и заранее остерегаясь их, он, пренебрегая этим, быстро попал в засаду, в ямы и рвы, которые были вырыты на равнине на огромном пространстве и предназначены для засады, и бесславно окончил свою жизнь на двадцать четвертом году царствования, побеждённый гуннами (ибо эфталиты — гуннское племя)».
Иран временно потерял многие восточные земли, в том числе город Мерв, и долго выплачивал дань. «С тех пор у персов существует закон, запрещающий вести на чужой земле стремительное преследование врага, даже если тот бежит от них изо всех сил».
Это был беспримерный в истории Сасанидской державы разгром. Могущественное государство, с успехом боровшееся против римлян в течение двухсот лет, оказалось теперь данником варваров кочевников. Налоги, собираемые на оказавшиеся неудачными войны, и гибель населения (в первую очередь мужчин) привели к тому, что страна была разорена.

## Продолжительность правления
Согласно выпискам Сергия, приведённым у Агафия Миринейского, Пероз погиб на двадцать четвёртом году своего правления. У мусульманских авторов Перозу отводятся 27 лет царствования. В «авестийском списке» как он приводится у Хамзы ал-Исфахани — 27 лет 1 месяц, в передаче Бируни — 27 лет и 1 день. Сообщения мусульманских авторов о двадцати семи годах правления Пероза могут показаться[стиль] результатом ошибки, но из других источников видно, что[стиль] они не случайны: Лазарь Парпеци сообщает, что на двадцать пятом году царствования Пероза началось восстание против персов в Армении. Если следовать рассказу Лазара, затем прошли две зимы, и Пероз двинулся в поход на эфталитов, закончившийся его гибелью. В сообщениях о соборах христианской (несторианской) церкви Сасанидской державы дважды встречаются упоминания о встрече иерархов, происшедшей на двадцать седьмом году правления Пероза; в одном из
случаев уточняется, что она состоялась в месяце нисан, то есть в апреле. Монофизитский автор Денха (умер в 660 году) сообщает, что его единомышленники подвергались преследованиям в Сасанидской державе на двадцать седьмом году правления Пероза.
Особого внимания заслуживают[стиль] известия ат-Табари и авторов, копирующих его сведения. В одном месте ат-Табари, как и остальные восточные авторы, говорит о двадцати семи годах правления Пероза. Затем, однако, ат-Табари воспроизводит сведения другой традиции, согласно которой царствование Пероза заняло двадцать шесть лет или двадцать один год. Видеть в этом графическую ошибку было бы, скорее всего, неправомерно[стиль], так как аналогичное сообщение приводится и у некоторых других авторов, основывавшихся на данных ат-Табари. Напротив, по тем данным, которыми, вероятно, пользовался ат-Табари, можно представить себе[стиль], как возникло это сообщение. В переводе Балами обнаруживается подробный рассказ о войнах Пероза с эфталитами. По этому рассказу война началась после семнадцати лет правления Пероза. Затем подробно рассказывается о развитии конфликта, причём сообщается, что Пероз, возмущённый предосудительными действиями правителя эфталитов, направил к нему посольство, однако, переговоры ни к чему не привели. Четыре или пять лет спустя Пероз предпринял первый поход на эфталитов. Второй поход, закончившийся гибелью Пероза, состоялся четырьмя годами позже. Эти сведения можно трактовать[стиль] двояко. С одной стороны, эти четыре или пять лет могли закончиться к моменту, когда со времени воцарения Пероза прошло семнадцать лет. В этом случае продолжительность правления Пероза определяется как сумма семнадцати лет и четырёх, прошедших от первого похода на эфталитов до второго, и составляет двадцать один год. Если же считать, что конфликт начался по истечении семнадцати лет правления Пероза, один из вариантов дальнейших подсчётов может быть таким: к семнадцати годам прибавляются пять, а затем ещё четыре, что в сумме даёт двадцать шесть. Ат-Табари, кажется, так и не остановился ни на одной из версий и сообщил обе: двадцать один год или двадцать шесть лет. Балами, в свою очередь, считал, что Пероз царствовал двадцать шесть лет.
Вполне вероятно, что первым годом своего царствования Пероз считал тот, в котором умер Ездигерд II. Из «Арбельской хроники» известно, что Пероз погиб в августе, хотя год в источнике не указан. Пероз погиб далеко от Ирана, около Марварруда. Чтобы донести эту весть до столицы, требовалось время. Затем вельможи, собравшись в столице, взялись избирать нового царя, и, согласно Лазару Парпеци, их совещания заняли много дней. Поэтому вполне вероятно, что Пероз погиб в августе 484 года, а Валаша провозгласили царём приблизительно через месяц или немногим более.
| Сасаниды                   |                                                            |                 |
| Предшественник: Ормизд III | шахиншах Ирана и не-Ирана 461/462 — 484 (правил 24/27 лет) | Преемник: Балаш |